# Ryan Little
Ryan Little (n. 28 martie 1971, Vancouver, British Columbia, Canada) este un regizor de film, director de imagine și producător canadian. Este probabil cel mai cunoscut pentru filmul său din 2003, Sfinți și soldați. Filmele sale acoperă o gamă largă de genuri, inclusiv filme de război și filme pentru copii.

## Biografie
Little s-a născut în Vancouver, British Columbia, Canada și a absolvit Universitatea Brigham Young în 1999. A produs șase filme, a regizat unsprezece și a scris unul.

## Filmografie

### Regizor
- The Last Good War (1999)
- Out of Step (2002)
- Freedom on the Water (2002, scurtmetraj)
- Sfinți și soldați (Saints and Soldiers, 2003)
- Everything You Want (2005) (TV)
- Outlaw Trail: The Treasure of Butch Cassidy (2006)
- Casa groazei (House of Fears, 2007)
- Forever Strong (2008)
- Age of the Dragons (2011)
- Sfinți și soldați: Misiunea Berlin (Saints and Soldiers: Airborne Creed, 2012)
- Sfinți și soldați: Bătălia finală (Saints and Soldiers: The Void, 2014)
- War Pigs (2015)
- Extinct (2017) - serial de televiziune science fiction post-apocaliptic scris de Orson Scott Card și Aaron Johnston

### Producător
- The Last Good War (1999) (producător)
- The Wrong Brother (2000) (producător)
- Saints and Soldiers (2003) (producător)
- Outlaw Trail: The Treasure of Butch Cassidy (2006) (producător)
- House of Fears (2007) (producător executiv)
- Forever Strong (2008) (producător)
- Saints and Soldiers: Airborne Creed (2012)
- Saints and Soldiers: The Void (2014)

### Director de imagine
- The Singles Ward (2002)
- Freedom on the Water (2002)
- The RM (2003)
- Saints and Soldiers (2003)
- The Home Teachers (2004)
- Believe (2007)
- Blank Slate (2008) (TV)
- Saints and Soldiers: Airborne Creed (2012)
- Saints and Soldiers: The Void (2014)